# 馬克·伍德
馬克·伍德（英語：Mark Wood；1990年1月11日—）是一位英格蘭板球運動員。他是一位右手球員。他出生在英格蘭諾森伯蘭。他也代表英格蘭板球代表隊參賽。